# Rapide Oued Zem
Rapide Club de Oued Zem es un equipo de fútbol marroquí que juega en la Botola 2, la segunda categoría del fútbol profesional en el país.

## Entrenadores
- Tarek Mostafa (?-marzo de 2019)[3]
- Hassan Benabicha (marzo de 2019-noviembre de 2019)[4][5]
- Mounir Chebil (noviembre de 2019-presente)[1]